# Zdeněk Pešat
Zdeněk Pešat (4. listopadu 1927 Místek – 29. března 2010 Praha) byl český literární vědec, historik a estetik.

## Život
Narodil se v Místku, kde studoval na reálném gymnáziu. Kvůli uzavření školy během okupace maturoval až v roce 1947. Poté studoval slovanské literatury, literární vědu a estetiku na filosofické fakultě Univerzity Karlovy. Ještě během studií v roce 1950 začal na katedře působit jako asistent. V roce 1952 získal titul PhDr. obhajobou práce Boj o Aloise Jiráska v zrcadle kritiky (práce vyšla knižně v roce 1954). V roce 1958 získal titul kandidáta věd prací J. S. Machar, básník. Tato práce rovněž vyšla knižně v roce 1959. Doktorandskou práci Jaroslav Seifert obhájil v roce 1992 (knižně 1991)
V roce 1953 přešel do Ústavu pro českou literaturu ČSAV, kde pracoval až do roku 2007. V letech 1964-1967 a 1968-1970 byl zástupcem ředitele, v letech 1989-1993 byl ředitelem ústavu.
V době normalizace mohl publikovat jen omezeně. Zabýval se českou poesií konce 19. a první poloviny 20. století. Podílel se na kolektivních pracích o dějinách české literatury (Dějiny české literatury 3 a 4, Čeští spisovatelé z přelomu 19. a 20. století, Lexikon české literatury, Slovník básnických knih)

## Spisy
- Boj o Aloise Jiráska v zrcadle kritiky, Praha : Československý spisovatel, 1954
- J. S. Machar, básník, Praha : ČSAV, 1959
- Poetismus : Antologie, autoři: Květoslav Chvatík a Zdeněk Pešat, Praha : Odeon, 1967
- Čeští spisovatelé z přelomu 19. a 20. století, vedoucí autorského kolektivu, Praha : Československý spisovatel, 1972
  - 2. vydání: 1973, 3. vydání: 1982
- Dialogy s poezií, Praha : Československý spisovatel, 1985, Kritické rozhledy - velká řada, svazek 49
- Slovník básnických knih : díla české poezie od obrození do r. 1945, vedoucí editor: Miroslav Červenka, Praha : Československý spisovatel, 1990
- Problémy české literární dekadence, spoluautor: Jaroslav Med, Praha : Československá akademie věd, 1991
- Jaroslav Seifert, Praha : Československý spisovatel : Lidové noviny, 1991, ISBN 80-202-0265-X
- Dějiny české literatury. IV, Literatura od konce 19. století do roku 1945, vedoucí autorského kolektivu: Jan Mukařovský, Praha : Victoria Publishing, 1995, ISBN 80-85865-48-3
- Tři podoby literární vědy, Praha : Torst, 1998, 303 stran, ISBN 80-7215-047-2
- Skupina 42 : antologie, spoluautor: Eva Petrová, Brno : Atlantis, 2000, ISBN 80-7108-209-0

### Editor
- Pro a proti : Kritická ročenka 1963, editoři: Jaroslav Opavský, Zdeněk Pešat, Milan Suchomel, Praha : Československý spisovatel, 1964
- Josef Svatopluk Machar: Básně, Praha : Československý spisovatel, 1972
- Jaroslav Vrchlický: Básně, Praha : Československý spisovatel, 1973
- Jan Neruda: Binokl na očích, v ruce hůl : výbor z díla Jana Nerudy, Praha : Mladá fronta : Naše vojsko ; Bratislava : Smena, 1974
- Jan Čarek: Chudá rodina : výbor z poezie, Praha : Československý spisovatel, 1978
- Jaroslav Vrchlický: Za trochu lásky : výběr z milostné poezie , Praha : Československý spisovatel, 1979
  - 2. vydání 1988
- Josef Hora Kořist smyslů : výbor z poezie, Praha : Československý spisovatel, 1979
- Konstantin Biebl: Básně, Praha : Československý spisovatel, 1979
- Vítězslav Nezval: Zázračné proměny, Praha : Československý spisovatel, 1980
- Josef Hora: Prsty bílého hvězdáře : výbor z lyriky, Praha : Československý spisovatel, 1985